# Youcef Yousfi
Youcef Yousfi, né le 2 octobre 1941 à Batna, est un homme d'État algérien.
Ministre de l'Énergie et des Mines du 24 juin 1997 au 23 décembre 1999 puis du 28 mai 2010 au 5 mai 2014, il est ministre de l'Énergie du 5 mai 2014 au 14 mai 2015, ministre des Affaires étrangères du 23 décembre 1999 au 26 août 2000 et ministre délégué auprès du chef du gouvernement du 26 août 2000 au 31 mai 2001. 
Il a été Premier ministre algérien par intérim du 13 mars au 29 avril 2014, succédant provisoirement ainsi à Abdelmalek Sellal. 
Le 17 août 2017, il est nommé ministre de l’Industrie et des Mines.
Dans le contexte des manifestations de 2019 en Algérie, il est arrêté pour corruption, incarcéré à la prison d'El-Harrach, et condamné à un total de dix ans de prison.

## Biographie

### Études
Youcef Yousfi est docteur d'État en sciences physiques de l'université de Nancy et ingénieur diplômé de l'École nationale supérieure des industries chimiques.

### Enseignement
De 1973 à 1978, Youcef Yousfi est maître de conférences, puis professeur de génie chimique à l'École nationale polytechnique d'Alger et à l'université des sciences et de la technologie Houari-Boumédiène. Il a dirigé, également, l'Institut de chimie.

### Carrière dans le privé
Youcef Yousfi est nommé vice-président de la société nationale des hydrocarbures Sonatrach en 1979, puis directeur général en 1985. En 1988, il est nommé président du conseil d’administration du fonds de participation Mines, hydrocarbures et hydraulique.

### Carrière politique
Il est membre du Rassemblement national démocratique (RND).
En 1996, il est nommé directeur de cabinet à la présidence de la République. En 1997, il devient député à l’Assemblée populaire nationale, puis ministre de l'Énergie et des Mines la même année.
De 1998 à 1999, il est le président de l'OPEP. En 1999, il est nommé ministre des Affaires étrangères. De 2000 à 2001, il est ministre délégué du chef du gouvernement. Les 25 et 26 janvier 2000, en qualité de ministre des affaires étrangères, il est reçu officiellement en France par le président Jacques Chirac. De 2001 à 2010, il occupe plusieurs postes d'ambassadeur, ambassadeur d'Algérie au Canada de 2001 à 2005, représentant permanent auprès des Nations unies à New York de 2006 à 2008 et ambassadeur d'Algérie en Tunisie de 2008 à 2010.
En 2010, il est nommé ministre de l'énergie et des mines. Après la démission de son prédécesseur Abdelmalek Sellal, il est premier ministre par intérim du 13 mars au 29 avril 2014. Dès 2014, il fait la promotion de l'exploitation du gaz de schiste comme essentielle pour la pérennité de l'économie nationale. En février 2015, il annonce la création d'un observatoire national autonome de suivi et le contrôle des opérations de prospection du gaz de schiste.
Le 14 mai 2015, il est destitué de ses fonctions de ministre de l'Énergie. Ses positions en faveur du gaz de schiste, qui ont suscité des contestations dans les régions du sud du pays, sont les raisons invoquées dans sa destitution.
Après son départ du gouvernement, il devient conseiller du chef de l'État pour les questions d'énergie jusqu'en août 2017. Le 17 août 2017, à la suite du remplacement du Premier ministre Abdelmadjid Tebboune par Ahmed Ouyahia après moins de trois mois à la primature, le président algérien Abdelaziz Bouteflika démet de leurs fonctions, trois ministres et nomme trois autres à leur place,. Parmi les nouveaux, on retrouve au portefeuille du ministère de l'Industrie , Youcef Yousfi qui remplace  Mahdjoub Bedda dans le gouvernement Ahmed Ouyahia,.

### Procès
Le 19 juin 2019, dans le contexte des manifestations de 2019 en Algérie, il est renvoyé devant la Cour suprême. Le 10 juillet de la même année, dans le cadre d’enquêtes sur la corruption dans le secteur de l’industrie automobile, il doit comparaitre devant le juge enquêteur auprès la Cour suprême. Il est ensuite placé sous contrôle judiciaire. Le 14 juillet 2019, le juge enquêteur près la Cour suprême, le place en détention provisoire à la prison d'El-Harrach.
Son procès débute le 2 décembre 2019. Il est ajourné au 4 décembre. Il est condamné à 10 ans de prison pour l'affaire des usines de montage automobile, peine ramenée à cinq ans en appel.
Dans un autre procès, devant le tribunal de Sidi M'Hamed, il a été condamné à trois ans d'emprisonnement et une amende de 1 million de dinar algérien.
Dans le procès concernant l'affaire Haddad, il est condamné à deux ans d'emprisonnement.
Dans l'affaire Tahkout, il est condamné à deux ans d'emprisonnement, peine ramenée à 18 mois avec sursis en appel.